# Friedrich Alfred Krupp
Friedrich (Fritz) Alfred Krupp (Essen, 17 de Fevereiro de 1854 — Essen, 22 de Novembro de 1902) foi um industrial alemão do aço, dono da empresa Krupp.

## Biografia
Krupp nasceu em Essen, na Alemanha. O seu pai foi Alfred Krupp, de quem Fritz herdou a liderança da empresa Krupp. Casou com Margarethe Krupp (em solteira Freiin von Ende) de quem teve duas filhas: Bertha e Barbara (que casou com Tilo Freiherr von Wilmowsky).

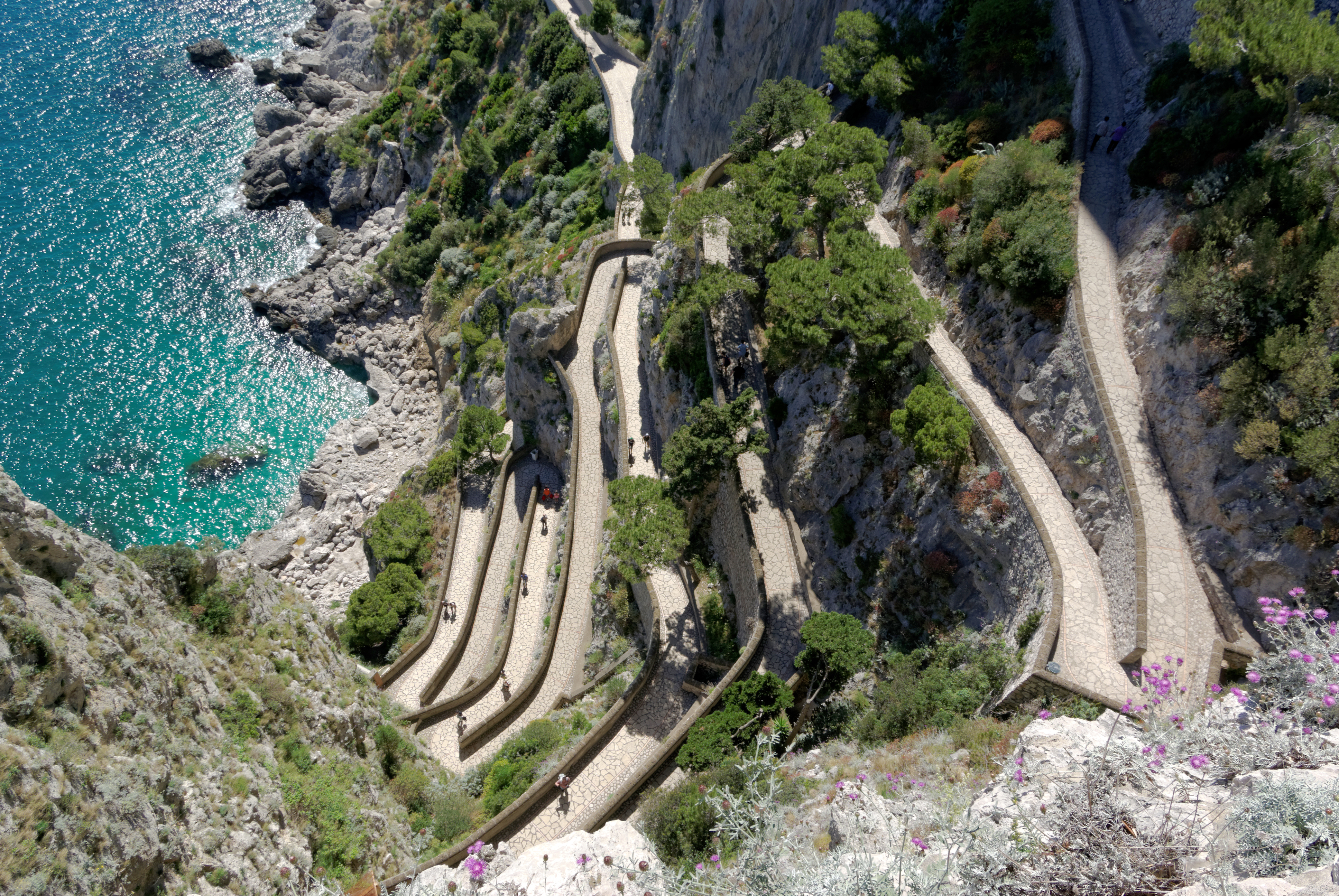
„Via Krupp“ em Capri

Krupp era, como o seu pai e avô, um génio da indústria, embora de um tipo diferente. Fritz era perito no aço macio e cultivou relações de proximidade com o Kaiser Guilherme II. Sob a gestão de Fritz, a empresa Krupp fortaleceu-se e expandiu-se fortemente pelo mundo inteiro. Alguns dos produtos de aço que viriam a influenciar a história foram construídos nas suas fábricas, incluindo a metralhadora de Hiram Maxim e o motor de combustão de Rudolf Diesel. A Krupp produziria a famosa esquadra de submarinos U-boot da Marinha de Guerra Alemã, na Primeira Guerra Mundial.
Krupp era um apaixonado pela ilha italiana de Capri, onde vivia vários meses por ano no hotel Quissiana e onde tinha os dois iates Maya e Puritan. Era um estudioso de oceanografia, tendo conhecido em Capri Felix Anton Dohrn e Ignazio Cerio.
Em 1902, Krupp e o pintor Christian Wilhelm Allers, foram envolvidos num escândalo de pederastia envolvendo jovens a quem Fritz teria pago e levado para o hotel Bristol de Berlim. A 15 de Novembro, o jornal Vorwärts!, do Partido Social-Democrata da Alemanha denunciou Friedrich Alfred Krupp como homossexual. Uma semana depois, Krupp cometeu suicídio em 22 de Novembro de 1902. Em um discurso no seu enterro, o Imperador Guilherme II atacou os políticos social-democratas, insistindo que tinham mentido sobre a orientação sexual de Krupp. 